# Marktplatz 11 (Bad Kissingen)

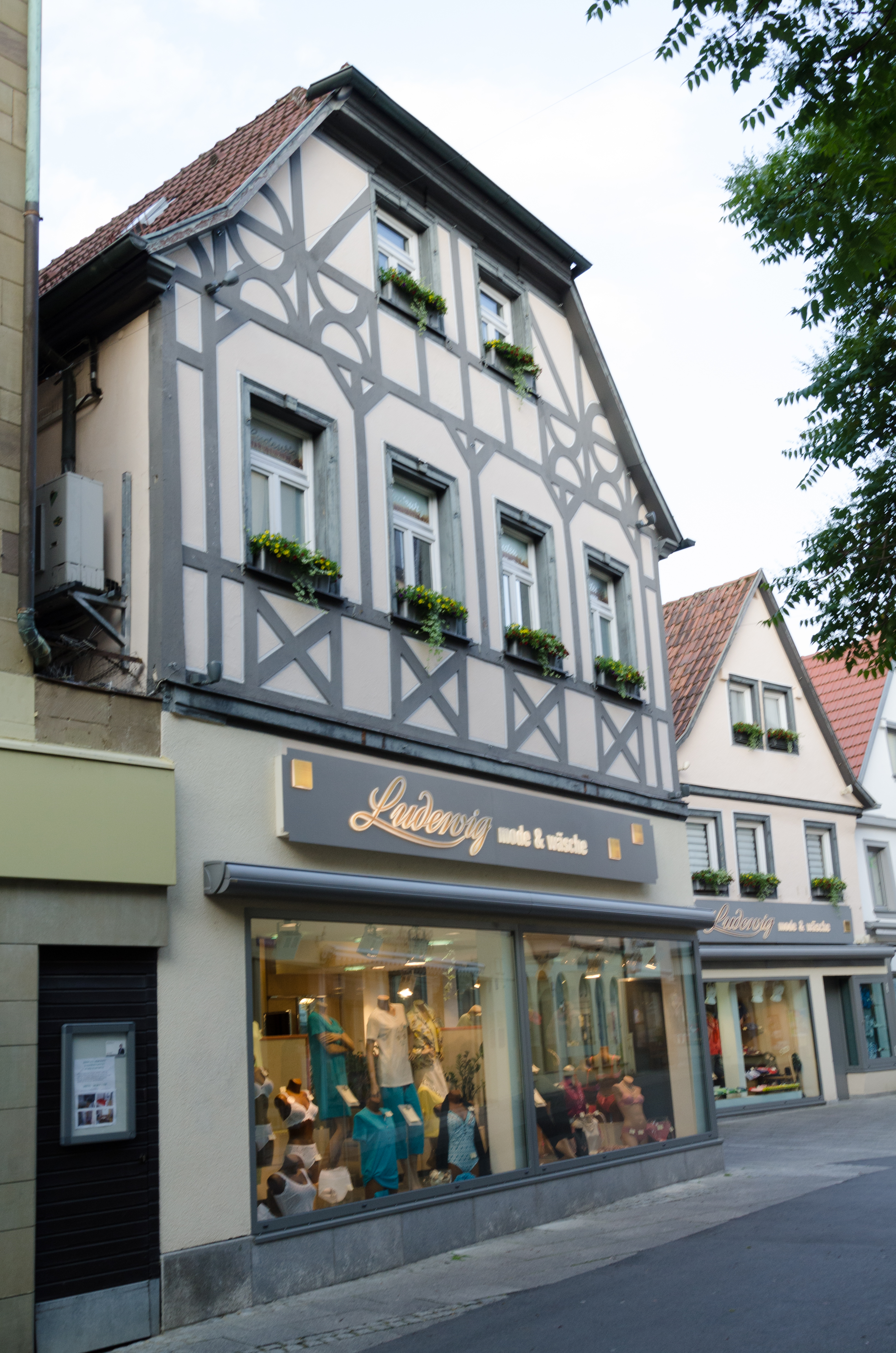
Marktplatz 11 in Bad Kissingen.

Das Gebäude Marktplatz 11 in Bad Kissingen, der Großen Kreisstadt des unterfränkischen Landkreises Bad Kissingen, befindet sich auf dem Marktplatz des Ortes, gehört zu den Bad Kissinger Baudenkmälern und ist unter der Nummer D-6-72-114-58 in der Bayerischen Denkmalliste registriert.

## Geschichte
Das als Halbwalmdachbau angelegte Anwesen entstand im 18./19. Jahrhundert. Es erinnert an die ehemalige Bebauung des Bad Kissinger Marktplatzes. Durch die Glasfassade des Erdgeschosses sowie das Scheinfachwerk des Obergeschosses ist die ursprüngliche Konzeption des Gebäudes nicht mehr erkennbar.
Das Gebäude beherbergte ehemals eine Gaststätte namens Ratskeller. Deren Wirt, der von der Bevölkerung „Gamber“ genannt wurde, betrieb auch eine Lokalität in der Oberen Marktstraße 12 in Bad Kissingen.
Gegenüber dem Ratskeller befand sich bis 1969 ein zu Marktplatz 11 gehörendes, „Gambrinus“ genanntes Fachwerkhaus. Den Namen Gambrinus erhielt dieses Anwesen von Kaspar Wahler, der es 1904 erworben hatte und nach Gambrinus, dem legendären Erfinder des Bieres, benannte. Im Jahr 1907 fand ein Umbau des Gambrinus statt. In diesem Zusammenhang bekam der Bad Kissinger Architekt Leonhard Ritter einen kleineren Auftrag zur Änderung des Eingangs an der Ostecke – wahrscheinlich sein erster Auftrag in Bad Kissingen. Nach dem Abriss im Jahr 1969 wurde das Gambrinus durch ein schlichtes Geschäftsgebäude ersetzt.
Be dem Anwesen Marktstraße 11 handelt es sich um das Elternhaus des lokalen Pfarrers Dr. Georg Joseph Jaeger (1768–1824), der sich auch durch heimatgeschichtliche Werke hervorgetan hat.